# Eleccions al Parlament del Regne Unit de 1950
Les eleccions al Parlament del Regne Unit de 1950 es van celebrar el 23 de febrer de 1950. Va guanyar el Partit Laborista, però va perdre molts escons i mantingué una minsa diferència amb el Partit Conservador, raó per la qual el 1951 es tornaren a convocar eleccions.

## Resultats
| Partit                     | Líder             | Vot popular | %     | Escons | Canvi (de 1950) |
| Partit Laborista           | Clement Attlee    | 13.266.176  | 46,1% | 315    | -78             |
| Partit Conservador         | Winston Churchill | 11.507.061  | 40,0% | 282    | +85             |
| Nacional Liberal           | David Renton      | 985.343     | 3,4%  | 16     | +5              |
| Partit Liberal             | Clement Davies    | 2.621.487   | 9,1%  | 9      | -3              |
| Nacionalistes              | James McSparran   | 65.211      | 0,3%  | 2      |                 |
| Independent liberal        | John MacLeod      | 15.066      | 0,1%  | 1      |                 |
| Sinn Féin                  | Jack Beattie      | 23.122      | 0,1%  |        |                 |
| Plaid Cymru                | Gwynfor Evans     | 17.580      | 0,1%  |        |                 |
| Comunistes                 | Harry Pollitt     | 91.765      | 0,2%  |        | -2              |
| Partit Nacional Escocès    | Robert McIntyre   | 0.708       | 0,1%  | 0      |                 |
| Moviment Republicà Gal·lès | Ithel Davies      | 613         | 0,01% |        |                 |